# Shoji Meguro
Shoji Meguro (目黒 将司, Meguro Shōji), né à Tokyo le 4 juin 1971, est un compositeur, guitariste, et producteur de jeu vidéo japonais.
Il travaille pour la société japonaise de jeux vidéo Atlus qu'il rejoint en 1995, et pour qui il a composé de nombreux titres. Principalement connu pour son travail sur la série Persona, spin-off de Shin Megami Tensei, Meguro est considéré comme un compositeur important dans le monde des jeux vidéo, et plusieurs de ses œuvres, telles que Aria Of The Soul ou Burn My Dread sont devenues des classiques.

## Biographie
Enfant, Meguro s'intéresse peu à la musique populaire, et préfère écouter de la musique classique. Adolescent, il découvre peu à peu le jazz grâce à des artistes tels que Herb Alpert, ou les groupes de jazz japonais T-Square et Casiopea (en). C'est à cette époque qu'il commence à composer et vendre ses œuvres musicales. Il obtient par la suite un diplôme en hydrodynamisme à l'Université Nihon.
Après avoir envoyé une de ses compositions enregistrées et assisté à deux entretiens, Meguro est engagé par Atlus en 1995. Il compose alors 16 titres pour le jeu vidéo Revelations: Persona sorti sur PlayStation, dont Aria of the soul devenu l'un des thèmes phares de la série. À la fin des années 1990, il travaille sur différents projets, incluant Devil Summoner: Soul Hackers sorti sur Sega Saturn, pour lequel il compose près de 50 titres, et Maken X sorti sur Dreamcast.
Il obtient alors la confiance d'Atlus et devient compositeur principal en 2003, lorsqu'il travaille sur Shin Megami Tensei: Lucifer's Call. Il choisit pour l'occasion un style musical différent des précédents opus de la série Megami Tensei, préférant des notes plus orchestrales.
Satisfait de son travail, Atlus demande à Meguro de composer pour Shin Megami Tensei: Digital Devil Saga, lui laissant pour la première fois carte blanche.
En 2005, il met de côté la série des Shin Megami Tensei afin de travailler sur de nouvelles licences tel que Trauma Center: Under the Knife, Devil Summoner: Raidou Kuzunoha vs. The Soulless Army, et Trauma Center: Second Opinion.
Sa carrière décolle réellement lorsqu'il compose pour Persona 3, avec des titres plus orientés pop et rap, chantés notamment par le rappeur japonais Lotus Juice. La bande originale du jeu se vend à plus de 100 000 exemplaires dans le monde.
En 2008, Meguro continue sur la voie du succès avec Persona 4, où il mélange les genres pour créer un style unique. Un concert se tient d'ailleurs à l'Akasaka Blitz pour célébrer le travail de Meguro sur la série des Persona, où les titres les plus populaires sont joués. Durant cette période, il compose pour le jeu Devil Summoner: Raidou Kuzunoha vs. King Abaddon, qui obtient à son tour un franc succès.
Meguro est promu au poste de directeur artistique pour le remake sur PlayStation Portable du premier Persona. Durant cette période, il reçoit quelques critiques, certains fans n'appréciant pas qu'il retouche les compositions originales, mais dans l'ensemble l'accueil est plutôt chaleureux. Il dirige ensuite logiquement le portage PSP de Persona 2: Innocent Sin et Eternal Punishment.
En 2010, Meguro occupe à la fois le poste de directeur musical pour les trois jeux spin-off de la série Persona, et de compositeur pour le nouveau Persona 5, accompagné de Toshiki Konishi.
Il contribue également au nouveau projet Re Fantasy.
En 2012, Meguro rejoint P Studio, un studio interne à Atlus, qu'il a fondé aux côtés de ses collègues développeurs des séries Shin Megami Tensei et Persona, à savoir Shigenori Soejima et Katsura Hashino.
En septembre 2021, il quitte Atlus pour devenir compositeur freelance.

## Style et influences
Bien que nombre de ses titres portent une signature rock, Meguro expérimente continuellement de nouveaux genres, tantôt orchestraux, tantôt électroniques, jazz ou même hip hop.
Meguro cite T-Square, Casiopea, Beethoven, et Tchaïkovski parmi ses principales influences.

## Compositions
| Année | Titre de l'œuvre                                      | Rôle                                  | Collaborateur(s)                                 |
| ----- | ----------------------------------------------------- | ------------------------------------- | ------------------------------------------------ |
| 1996  | Revelations: Persona                                  | Composition/arrangement               | Hidehito Aoki, Kenichi Tsuchiya, et Misaki Okibe |
| 1997  | Devil Summoner: Soul Hackers                          | Composition/arrangement               | Toshiko Tasaki et Tsukasa Masuko                 |
| 1999  | Maken X                                               | Composition/arrangement               | Takahiro Ogata                                   |
| 2001  | Maken Shao: Demon Sword                               | Composition/arrangement               |                                                  |
| 2003  | Shin Megami Tensei III: Nocturne                      | Composition/arrangement               | Kenichi Tsuchiya et Toshiko Tasaki               |
| 2004  | Shin Megami Tensei III: Nocturne Maniax               | Composition/arrangement               | Kenichi Tsuchiya et Toshiko Tasaki               |
| 2004  | Shin Megami Tensei: Digital Devil Saga                | Composition/arrangement               | Kenichi Tsuchiya                                 |
| 2005  | Shin Megami Tensei: Digital Devil Saga 2              | Composition/arrangement               |                                                  |
| 2005  | Trauma Center: Under the Knife                        | Composition/arrangement               | Kenichi Tsuchiya et Kenichi Kikkawa              |
| 2006  | Devil Summoner: Raidou Kuzunoha vs. The Soulless Army | Composition/arrangement               |                                                  |
| 2006  | Persona 3                                             | Composition/arrangement               |                                                  |
| 2006  | Trauma Center: Second Opinion                         | Composition/arrangement               | Kenichi Tsuchiya et Shingo Yasumoto              |
| 2006  | Shin Megami Tensei: Imagine                           | Composition/arrangement (« Opening ») |                                                  |
| 2007  | Persona 3 FES                                         | Composition/arrangement               | Kenichi Tsuchiya                                 |
| 2008  | Persona 4                                             | Composition/arrangement               | Atsushi Kitajoh                                  |
| 2008  | Devil Summoner 2: Raidou Kuzunoha vs. King Abaddon    | Composition/arrangement               |                                                  |
| 2009  | Shin Megami Tensei: Persona                           | Arrangement                           | Ryota Koduka et Kenichi Tsuchiya                 |
| 2009  | Shin Megami Tensei: Strange Journey                   | Composition/arrangement               |                                                  |
| 2009  | Persona 3 Portable                                    | Composition/arrangement               |                                                  |
| 2010  | Trauma Team                                           | Composition/arrangement               | Atsushi Kitajoh et Ryota Koduka                  |
| 2011  | Catherine                                             | Composition/arrangement               | Atsushi Kitajoh et Kenichi Tsuchiya              |
| 2011  | Persona 2: Innocent Sin                               | Director                              |                                                  |
| 2012  | Persona 4 Arena                                       | Composition/arrangement               | Atsushi Kitajoh                                  |
| 2012  | Persona 2: Eternal Punishment                         | Director                              |                                                  |
| 2012  | Persona 4 Golden                                      | Composition/arrangement               | Atsushi Kitajoh                                  |
| 2013  | Persona 4 Arena Ultimax                               | Sound director                        |                                                  |
| 2014  | Persona Q: Shadow of the Labyrinth                    | Sound director                        |                                                  |
| 2015  | Devil Survivor 2: Record Breaker                      | Composition/arrangement               |                                                  |
| 2015  | Persona 4: Dancing All Night                          | Sound director                        | Ryota Koduka                                     |
| 2016  | Persona 5                                             | Composition/arrangement               | Toshiki Konishi                                  |
| 2018  | Catherine: Full Body                                  | Composition/arrangement               | Atsushi Kitajoh et Kenichi Tsuchiya              |
| 2019  | Persona 5 Royal                                       | Composition/arrangement               | Toshiki Konishi                                  |
| 2024  | Metaphor: ReFantazio                                  | Composition/arrangement               |                                                  |

| Année | Titre de l'œuvre                | Rôle                    | Collaborateur(s)  |
| ----- | ------------------------------- | ----------------------- | ----------------- |
| 2008  | Persona: Trinity Soul           | Arrangement             | Taku Iwasaki      |
| 2011  | Persona 4: The Animation        | Composition/arrangement |                   |
| 2014  | Persona 4: The Golden Animation | Composition/arrangement | Tetsuya Kobayashi |

| Année | Titre de l'œuvre                                 | Rôle                                               | Collaborateur(s)  |
| ----- | ------------------------------------------------ | -------------------------------------------------- | ----------------- |
| 2012  | Persona 4: the Animation -The Factor of Hope-    | Composition (reprises)                             |                   |
| 2013  | Persona 3 The Movie: #1 Spring of Birth          | Composition/arrangement                            |                   |
| 2014  | Persona 3 The Movie: #2 Midsummer Knight's Dream | Composition/arrangement (« Fate is In Our Hands ») |                   |
| 2015  | Persona 3 The Movie: #3 Falling Down             | Composition/arrangement                            | Tetsuya Kobayashi |
| 2016  | Persona 3 The Movie: #4 Winter of Rebirth        | Composition/arrangement ("Boku no Akashi")         |                   |